# Chathʿam

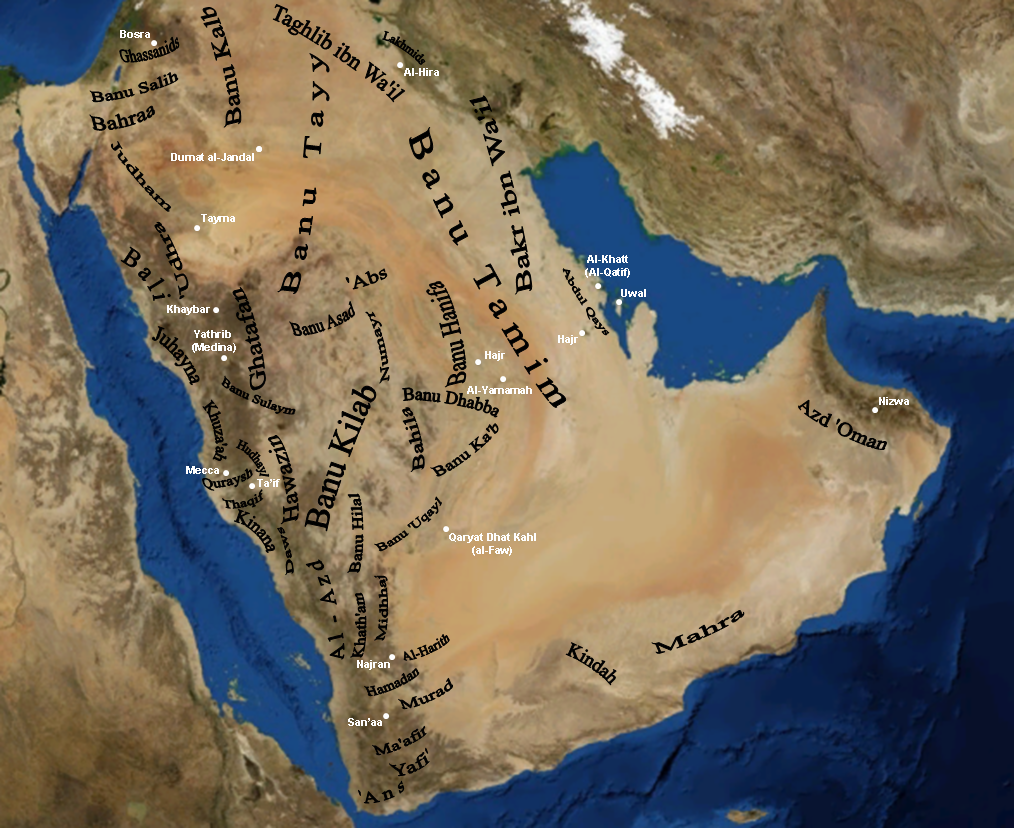
Tribale Gruppen auf der arabischen Halbinsel zur Zeit Mohammeds. Die Chathʿam (hier Khath'am geschrieben) lebten im Südwesten der Halbinsel.

Die Chathʿam (arabisch خثعم, DMG Ḫaṯʿam) waren ein arabischer Stamm, der seit dem 6. Jahrhundert das gebirgige Gebiet zwischen at-Tā'if und Nadschrān entlang der Karawanenroute vom Jemen nach Mekka bewohnte.

## Abstammung, Name und Clane
Hinsichtlich der Abstammung der Chathʿam gab es zwei Theorien. Eine Theorie schrieb ihnen einen südarabischen Ursprung zu. Demnach waren die Chathʿam Nachkommen von Aqyal bzw. Aftal, einem Sohn von Anmār ibn Irāsch ibn ʿAmr ibn al-Ghauth ibn Nabt, und Hind bint Mālik ibn al-Ghāfiq ibn asch-Schāhid ibn ʿAkk. Über ihren väterlichen Vorfahren al-Ghauth ibn Nabt waren sie mit den Azd verwandt. Nach der Theorie der „Genealogen der Mudar“ dagegen gehörten die Chathʿam eigentlich zu den Nordarabern und waren wie ihr Bruderstamm Badschīla Nachkommen von Anmār ibn Nizār ibn Maʿadd ibn ʿAdnān. Sie nahmen erst später eine südarabische Genealogie an, als sie von ihren ursprünglichen Wohnsitzen in der Tihāma bzw. dem Sarāt-Gebirge vertrieben wurden.
Auch hinsichtlich der Herkunft des Namens Chathʿam gab es unterschiedliche Auffassungen. Eine besagte, dass Chathʿam ursprünglich ein Beiname Aqyals/Aftals war, den er entweder von seinem Kamel oder von einem Berg erhalten haben soll. Nach einer anderen Auffassung rührte der Name von einer Zeremonie her, die die Nachkommen Aqyals bei einem Bündnisschluss mit Badschīla vollzogen und bei der sie sich gegenseitig mit dem Blut eines geschlachteten Kamels bespritzt hatten. Der Name dieser Bespritzungszeremonie, die Chathʿama (ḫaṯʿama) genannt wurde, ging auf den Stamm über.
Die Haupt-Clane der Chathʿam waren die Schahrān, die Nāhis, die Quhāfa und die Aklub. Nāhis und Schahrān führten sich auf zwei gleichnamige Urenkel von Chathʿam zurück. Die Quhāfa, die eigentlich eine Untergruppe der Schahrān darstellten, bildeten nach Ibn Hazm die herrschende Familie (Ahl al-bait) der Chathʿam. Die Aklub waren eigentlich kein genuin chathʿamitischer Clan, sondern waren den Chathʿam erst nachträglich beigetreten, indem man ihren Stammvater Aklub zu einem Ururenkel von Chathʿam erklärt hatte.

## Geschichte

### Vorislamische Geschichte
Nach der Theorie, die die Chathʿam als Nordaraber betrachtete, bezogen die Chathʿam zur Zeit der Trennung der Nachkommen des Maʿadd das Gebirge as-Sarāt, wo sie sich besonders an den Bergen Schann und Bāriq niederließen, bis die Azd bei ihrer Wanderung nach dem Dammbruch von Ma'rib an ihnen vorüberzogen und sie aus ihren Wohnplätzen vertrieben. Sie wanderten daraufhin nach Nordosten zum Wādī Bīscha in der Tihama und zum Wādī Turaba sowie nach Tabāla, dem Mittelpunkt des Kultes der Gottheit Dhū l-Chalasa, aus. Sie nahmen außerdem im Hidschāz die beiden Berge Sawān gemeinschaftlich mit den Salūl, Suwāʿ ibn ʿĀmir, Chaulān und ʿAnaza in Besitz.
Durch die Lage ihres Gebietes spielten die Chathʿam eine wichtige Rolle in den Beziehungen zwischen Mekka und dem Jemen. Als König Abraha um die Mitte des 6. Jahrhunderts in Sanaa  eine prächtige Wallfahrtskirche errichtete, gab es unter den Arabern Befürchtungen, dass das Heiligtum von Mekka dadurch an Einfluss verlieren könnte. Nach einem Bericht, den at-Tabarī überliefert, kam Nufail ibn Habīb, ein Mann aus dem chathʿamitischen Clan der Aklub, deshalb nach Sanaa und warf Dreck und Leichen in die Kirche, um sie zu entweihen. Abraha erzürnte darüber und fasste den Plan, mit Elefanten einen Feldzug nach Norden zu unternehmen, um das mekkanische Heiligtum zu zerstören. Nufail ibn Habīb tat sich daraufhin mit den Schahrān und Nāhis zusammen und griff ihn unterwegs an. Er wurde aber von Abraha geschlagen und gefangen genommen. Nachdem Nufail ihm die Loyalität der Chathʿam zugesichert hatte, ließ ihn Abraha frei und machte ihn zu seinem Wegweiser. Nufail führte ihn daraufhin bis nach at-Tā'if, trieb allerdings ein doppeltes Spiel, indem er heimlich auf ein Scheitern der Expedition hinarbeitete.

### Übergang zum Islam
Frauen der Chathʿam waren in Mekka sehr präsent, gingen häufig Ehen mit Männern von den Quraisch ein und spielten eine wichtige Rolle in der frühislamischen Geschichte. Nach einer Erzählung, die bei at-Tabarī überliefert wird, war es eine chathʿamitische Priesterin aus at-Tabāla, die auf dem Gesicht von ʿAbdallāh ibn ʿAbd al-Muttalib, dem Vater Mohammeds, ein Licht erkannte und ihn deshalb sofort ehelichen wollte, was ʿAbdallāh jedoch ablehnte, weil sein Vater ʿAbd al-Muttalib ibn Hāschim für ihn bereits eine andere Frau ausgesucht hatte.
Die Chathʿamitin Asmā' bint ʿUmais, die dem Clan Schahrān zugehörte, war eine der ersten Frauen, die zum Glauben Mohammeds übertraten, und nahm an der Auswanderung nach Abessinien teil. Sie war nacheinander mit Dschaʿfar ibn Abī Tālib, Abū Bakr und ʿAlī ibn Abī Tālib verheiratet und gebar einem jedem von ihnen Kinder. Ihre Schwester Salmā bint ʿUmais heiratete Mohammeds Onkel Hamza ibn ʿAbd al-Muttalib. Chālid ibn al-Walīd heiratete eine Tochter des Chathʿamiten Anas ibn al-Mudrik. Er war ein bekannter Dichter und Kämpfer, der dem chathʿamitischen Clan der Aklub gehörte und vor allem für seinen Sieg bei Faif ar-Rīh bekannt war, bei dem er die Banū ʿĀmir ibn Saʿsaʿa schlug. Ibn Hazm beschreibt ihn als den „Herrn der Chathʿam“ (saiyid Ḫaṯʿam).
Die ersten Begegnungen der Chathʿam mit den Muslimen auf ihrem Stammesgebiet waren aber feindlich: im Safar des Jahres 9 (Mai/Juni 630) sandte Mohammed Qutba ibn ʿĀmir mit 20 Mann und zehn Kamelen gegen einen Zweig der Chathʿam bei Tabāla. Sie nahmen dort einen Mann gefangen, um ihn auszufragen. Er tat aber so, als verstehe er sie nicht, und versuchte, die nächste Siedlung am Wasser zu alarmieren, so dass Qutba ihm den Kopf abschlug. In der Nacht überfielen die Muslime dann die Niederlassung, bei der sie allerdings auf heftige Gegenwehr stießen. Am nächsten Morgen kamen die Chathʿam in großen Haufen herbeigeeilt, doch wurden die Muslime durch einen angeschwollenen Regenbach geschützt, so dass sie unbehelligt mit der Beute nach Medina entkommen konnten.
Aber nachdem Dscharīr ibn ʿAbdallāh aus dem Bruderstamm Badschīla Anfang 632 das Dhū l-Chalasa-Heiligtum zerstört und einige Chathʿamiten getötet hatte, schickten die Chathʿam zwei Gesandte, al-Aschʿath ibn Wahschī und Anas ibn Mudrik, mit einem Gefolge anderer Chathʿamiten nach Medina, um dem Propheten den Treueid zu leisten. Er ließ ihnen eine Urkunde ausfertigen, in der er alle Blutschuld aus vorislamischer Zeit für abgeschafft erklärte und Steuern für ihr Land festlegte. Demnach mussten diejenigen, die Regenfeldbau betrieben und nur unsichere Erträge hatten, keine Steuern entrichten, diejenigen aber, die durch Bäche oder Kanäle bewässerte Felder besaßen, den zehnten bzw. zwanzigsten Teil ihrer Ernte als Steuer abführen. Als Zeuge des Schreibens fungierte Dscharīr ibn ʿAbdallāh.
Bei der Abschiedswallfahrt im Frühjahr 632 kam es zu einer denkwürdigen Begebenheit, an der ebenfalls eine Chathʿamitin beteiligt war. Als die besagte Chathʿamitin Mohammed in Minā zu den Wallfahrtsvorschriften befragte, wurde sie von dessen Cousin al-Fadl ibn al-ʿAbbās länger angestarrt. Mohammed stand daraufhin auf und wendete al-Fadls Kopf von ihr weg. Von al-ʿAbbās ibn ʿAbd al-Muttalib nach dem Grund dieser Handlungsweise befragt, antwortete Mohammed, dass er einen jungen Mann und eine junge Frau gesehen habe und sie nicht dem Satan überlassen wolle. Die Begebenheit spielte später eine große Rolle in den islamischen Diskussionen über den Gesichtsschleier, weil die Chathʿamitin offensichtlich mit Zustimmung des Propheten ihr Gesicht nicht verhüllt hatte. Je nachdem, ob die Begebenheit der Zeit vor oder nach Beendigung des Weihezustands zugeordnet wurde, zog man aus ihr unterschiedliche Schlüsse. Während diejenigen, die sie der Zeit nach Beendigung des Weihezustands zuordneten, daraus ableiteten, dass Frauen allgemein ihr Gesicht nicht verschleiern müssen, meinten diejenigen, die sie der Zeit vor Beendigung des Weihezustands zuordneten, dass sich daraus nur ein Verbot der Verhüllung des Gesichts während des Weihezustands ergebe.

### Nach dem Tode des Propheten
Nach dem Tode des Propheten schloss sich nur ein Teil von den Chathʿam der Ridda-Bewegung an. Während der Eroberungskriege kämpften sie in den syrischen und irakischen Heeren. Mālik ibn ʿAbdallāh, ein Chathʿamit aus dem Clan der Quhāfa, führte insgesamt 40 Jahre lang unter Muʿāwiya I., Yazid I. und ʿAbd al-Malik die Sommerfeldzüge (ṣawāʾif) gegen das Byzantinische Reich an. Viele von den Chathʿam siedelten sich in Kufa, Basra, Mosul, Syrien und al-Andalus an. Das wichtigste Zentrum der Chathʿam in al-Andalus war Medina-Sidonia (Šaḏūna).